# Reece Burke
Reece Frederick James Burke (Newham, 2 september 1996) is een Engels voetballer die doorgaans speelt als centrale verdediger. In juli 2025 verruilde hij Luton Town voor Charlton Athletic.

## Spelerscarrière
Burke speelde vanaf 2003 in de jeugdopleiding van West Ham United. Op 5 januari 2014 speelde hij zijn eerste wedstrijd voor de club, toen in de FA Cup met 5–0 werd verloren van Nottingham Forest. Zijn eerste duel in de Premier League speelde Burke op 25 april 2015, toen met 0–0 gelijkgespeeld werd tegen Queens Park Rangers. Tijdens dat duel mocht hij van coach Sam Allardyce in de basis beginnen als onderdeel van een centraal duo met James Collins. Hij speelde het gehele duel mee.
In 2015 maakte de verdediger op huurbasis de overstap naar Bradford City. Aan het einde van het seizoen 2015/16 werd hij verkozen tot beste speler van het seizoen van Bradford City. In de zomer van 2016 werd hij andermaal verhuurd, nu aan Wigan Athletic. Een jaar later werd hij voor een half seizoen op huurbasis gestald bij Bolton Wanderers. In januari 2018 zou Burke terugkeren naar West Ham, maar de verhuurperiode werd met een halfjaar verlengd, tot het einde van het seizoen 2017/18.
Na afloop van deze verhuurperiode deed West Ham de centrumverdediger definitief van de hand; Hull City betaalde circa 1,7 miljoen euro voor zijn overgang. Bij Hull tekende hij voor drie jaar, met een optie op een seizoen extra. Na het seizoen 2019/20 degradeerde Hull naar de League One. Hier speelde Burke nog een seizoen voor de club en werd hij kampioen, voor hij transfervrij overstapte naar Luton Town.
Aan het einde van het seizoen 2022/23 promoveerde Luton naar de Premier League, waarna Burke een nieuw contract tekende voor onbekende termijn. De club degradeerde binnen een jaar weer naar het Championship. In de zomer van 2025 stapte Burke transfervrij over naar Charlton Athletic, waar hij zijn handtekening zette onder een verbintenis voor de duur van twee seizoenen.

## Clubstatistieken
| Seizoen | Club               | Competitie     | Competitie | Competitie | Beker | Beker | Internationaal | Internationaal | Totaal | Totaal |
| Seizoen | Club               | Competitie     | Wed.       | Dlp.       | Wed.  | Dlp.  | Wed.           | Dlp.           | Wed.   | Dlp.   |
| ------- | ------------------ | -------------- | ---------- | ---------- | ----- | ----- | -------------- | -------------- | ------ | ------ |
| 2013/14 | West Ham United    | Premier League | 0          | 0          | 1     | 0     | —              | —              | 1      | 0      |
| 2014/15 | West Ham United    | Premier League | 5          | 0          | 1     | 0     | —              | —              | 6      | 0      |
| 2015/16 | West Ham United    | Premier League | 0          | 0          | 0     | 0     | 3              | 0              | 3      | 0      |
| 2015/16 | → Bradford City    | League One     | 34         | 2          | 2     | 0     | —              | —              | 36     | 2      |
| 2016/17 | West Ham United    | Premier League | 0          | 0          | 0     | 0     | 2              | 0              | 2      | 0      |
| 2016/17 | → Wigan Athletic   | Championship   | 10         | 1          | 0     | 0     | —              | —              | 10     | 1      |
| 2017/18 | → Bolton Wanderers | Championship   | 14         | 1          | 1     | 0     | —              | —              | 15     | 1      |
| 2017/18 | West Ham United    | Premier League | 0          | 0          | 3     | 1     | —              | —              | 3      | 1      |
| 2017/18 | → Bolton Wanderers | Championship   | 11         | 0          | 0     | 0     | —              | —              | 11     | 0      |
| 2018/19 | Hull City          | Championship   | 34         | 0          | 1     | 0     | —              | —              | 35     | 0      |
| 2019/20 | Hull City          | Championship   | 36         | 0          | 2     | 0     | —              | —              | 38     | 0      |
| 2020/21 | Hull City          | League One     | 34         | 4          | 3     | 1     | —              | —              | 37     | 5      |
| 2021/22 | Luton Town         | Championship   | 29         | 0          | 3     | 2     | —              | —              | 32     | 2      |
| 2022/23 | Luton Town         | Championship   | 22         | 2          | 3     | 0     | —              | —              | 25     | 2      |
| 2023/24 | Luton Town         | Premier League | 22         | 0          | 4     | 0     | —              | —              | 26     | 0      |
| 2024/25 | Luton Town         | Championship   | 17         | 0          | 1     | 0     | —              | —              | 18     | 0      |
| 2025/26 | Charlton Athletic  | Championship   | 0          | 0          | 0     | 0     | —              | —              | 0      | 0      |
| Totaal  | Totaal             | Totaal         | 268        | 10         | 25    | 4     | 5              | 0              | 298    | 14     |

Bijgewerkt op 22 juli 2025.

## Erelijst
| League One | 1 | 2020/21 |